# Kjell Scherpen
Kjell Scherpen (Emmen, 23 de enero de 2000) es un futbolista neerlandés que juega en la demarcación de portero en el Union Saint-Gilloise de la Primera División de Bélgica.

## Biografía

### FC Emmen
Comenzó su carrera sénior en el FC Emmen en la temporada 2016-17,subiendo al primer equipo como portero suplente. Finalmente el 3 de noviembre de 2017 debutó con el primer equipo en la Eerste Divisie contra el Helmond Sport.

### Ajax
En abril de 2019 se anunció su fichaje por el Ajax de Ámsterdam en junio de 2019. Su «video de fichaje» consistió en escribir mil veces las palabras «Ajax is de mooiste club van Nederland» ('Ajax es el club más bonito de Países Bajos'), ya que había sido seguidor durante su infancia del club rival Feyenoord.
Debutó con el primer equipo el 4 de abril de 2021, ya que el titular Maarten Stekelenburg se lesionó poco antes del saque inicial.

### Brighton & Hove Albion
Se le relacionó con una cesión al PEC Zwolle, pero el 16 de julio de 2021, firmó por el club de la Premier League Brighton & Hove Albion de forma permanente por una cantidad no revelada. Debutó el 8 de enero de 2022, en la victoria a domicilio por 2-1 (tras la prórroga) ante el West Bromwich Albion en la FA Cup.
El 31 de enero de 2022 fichó por el K. V. Oostende belga en calidad de cedido para lo que restaba de temporada. Se marchó cedido al S. B. V. Vitesse en agosto de ese año.
El 6 de julio de 2023 firmó un contrato de cesión de una temporada con el club de la Bundesliga austriaca Sturm Graz. En diciembre de firmó un nuevo contrato con el club inglés hasta 2027 y regresó una segunda campaña al Sturm Graz para la temporada 2024-25. Tras este segundo año en Austria, abandonó definitivamente el club inglés al fichar por el Union Saint-Gilloise en julio de 2025.

## Selección nacional
Tras representar a los Países Bajos en las categorías inferiores de sub-19 y sub-21, Scherpen recibió su primera convocatoria con la selección absoluta neerlandesa en junio de 2022 para sustituir al lesionado Tim Krul.

## Clubes
Actualizado al último partido disputado el 24 de mayo de 2025.
| Club                         | País         | Año       | Partidos | Goles |
| ---------------------------- | ------------ | --------- | -------- | ----- |
| F. C. Emmen                  | Países Bajos | 2016-2019 | 36       | 0     |
| Jong Ajax                    | Países Bajos | 2019-2021 | 29       | 0     |
| A. F. C. Ajax                | Países Bajos | 2019-2021 | 4        | 0     |
| Brighton & Hove Albion F. C. | Inglaterra   | 2021-2022 | 1        | 0     |
| K. V. Oostende (cedido)      | Bélgica      | 2022      | 7        | 0     |
| S. B. V. Vitesse (cedido)    | Países Bajos | 2022-2023 | 26       | 0     |
| SK Sturm Graz (cedido)       | Austria      | 2023-2025 | 67       | 0     |
| Union Saint-Gilloise         | Bélgica      | 2025-     |          |       |

## Palmarés

### Campeonatos nacionales
| Título                        | Club             | País         | Año  |
| ----------------------------- | ---------------- | ------------ | ---- |
| Supercopa de los Países Bajos | A. F. C. Ajax    | Países Bajos | 2019 |
| Copa de los Países Bajos      | A. F. C. Ajax    | Países Bajos | 2021 |
| Eredivisie                    | A. F. C. Ajax    | Países Bajos | 2021 |
| Copa de Austria               | S. K. Sturm Graz | Austria      | 2024 |
| Bundesliga                    | S. K. Sturm Graz | Austria      | 2024 |
| Bundesliga                    | S. K. Sturm Graz | Austria      | 2025 |